# Ейнштейн (кратер)

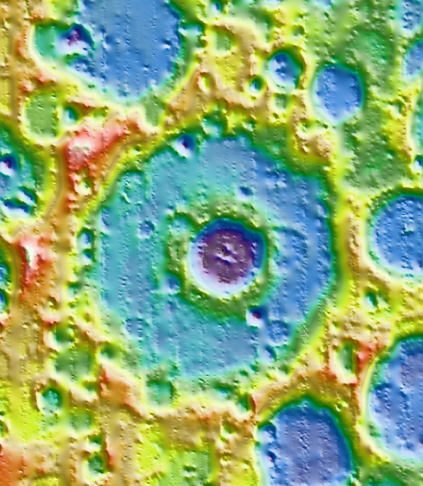
Карта висот (червоне — височини, синє — низовини)

Ейнштейн (лат. Einstein) — метеоритний кратер на Місяці. Діаметр — 180 км (один із найбільших кратерів видимого боку Місяця), координати центру — 16°36′ пн. ш. 88°39′ зх. д. / 16.60° пн. ш. 88.65° зх. д. Знаходиться на західному краю видимого боку Місяця (недалеко від Океану Бур). Тому цей кратер важко спостерігати з Землі і його видимість сильно залежить від лібрації.

## Відкриття та найменування
Першовідкривача цього кратера встановити важко. Поширена версія, що ним став у 1939 році британський астроном-аматор Патрік Мур, є, ймовірно, помилковою. У будь-якому випадку кратер відкрили за наземними спостереженнями. У 1960-х роках Британська астрономічна асоціація провела кампанію зі спостереження та картування його околиць. Через кілька років апарати серії Lunar Orbiter відзняли цю місцевість, як і багато інших, зі значно кращою детальністю.
У 1940-х — 1950-х роках британський астроном-аматор Х'ю Персі Вілкінс позначив цей кратер «Карамуель» (Caramuel) на честь іспанського вченого 17 століття Хуана Карамуеля. Запропонував йому це ім'я іспанський астроном Антоні Палузіе і Боррель. Деякий час ця неофіційна назва була у вжитку, але вона, як і майже всі інші, введені Вілкінсом, не була затверджена Міжнародним астрономічним союзом. 1963 року Евен Вітекер та Девід Артур видали атлас The Rectified Lunar Atlas, де надали цьому кратеру ім'я Альберта Ейнштейна, і наступного року цю назву затвердив МАС. Увічнити Ейнштейна на Місяці пропонував і Вілкінс, але на його карті це ім'я належить іншому, менш примітному кратеру (Сімпелій D).

## Опис
Кратер Ейнштейн лежить приблизно за 200 км від західного краю Океану Бур. Поруч розташовані кратери Мозлі (на півночі), Дальтон (поруч із східним краєм), Васко да Гама та Бор (на південному сході). На півдні від кратера знаходиться долина Бора (лат. Vallis Bohr).
Ейнштейн — древній кратер: він утворився у донектарському періоді. З тих пір на ньому з'явилося багато менших кратерів. Найбільший із них — розташований у його центрі 50-кілометровий кратер Ейнштейн A пізньоімбрійського віку. Вочевидь, його поява знищила центральну гірку Ейнштейна. У кратері Ейнштейн видно викиди від удару, що утворив басейн Моря Східного (розташованого дещо південніше). Завдяки тілам, викинутим при цьому ударі, в цій місцевості з'явилося багато дрібних кратерів.

## Супутні кратери
Ці кратери, розташовані поряд з Ейнштейном та всередині нього, носять його ім'я з доданням великої латинської літери.
| Ейнштейн | Координати                                                | Діаметр, км |
| -------- | --------------------------------------------------------- | ----------- |
| A        | 16°41′ пн. ш. 88°15′ зх. д. / 16.69° пн. ш. 88.25° зх. д. | 50          |
| R        | 13°50′ пн. ш. 91°53′ зх. д. / 13.83° пн. ш. 91.88° зх. д. | 20          |
| S        | 15°06′ пн. ш. 91°40′ зх. д. / 15.10° пн. ш. 91.67° зх. д. | 20          |